# Zawrag
Zawrag (ros. Завраг) – wieś w Rosji, w rejonie wożegodskim obwodu wołogodzkiego. W 2010 r. liczyła 34 mieszkańców.